# Badkläder

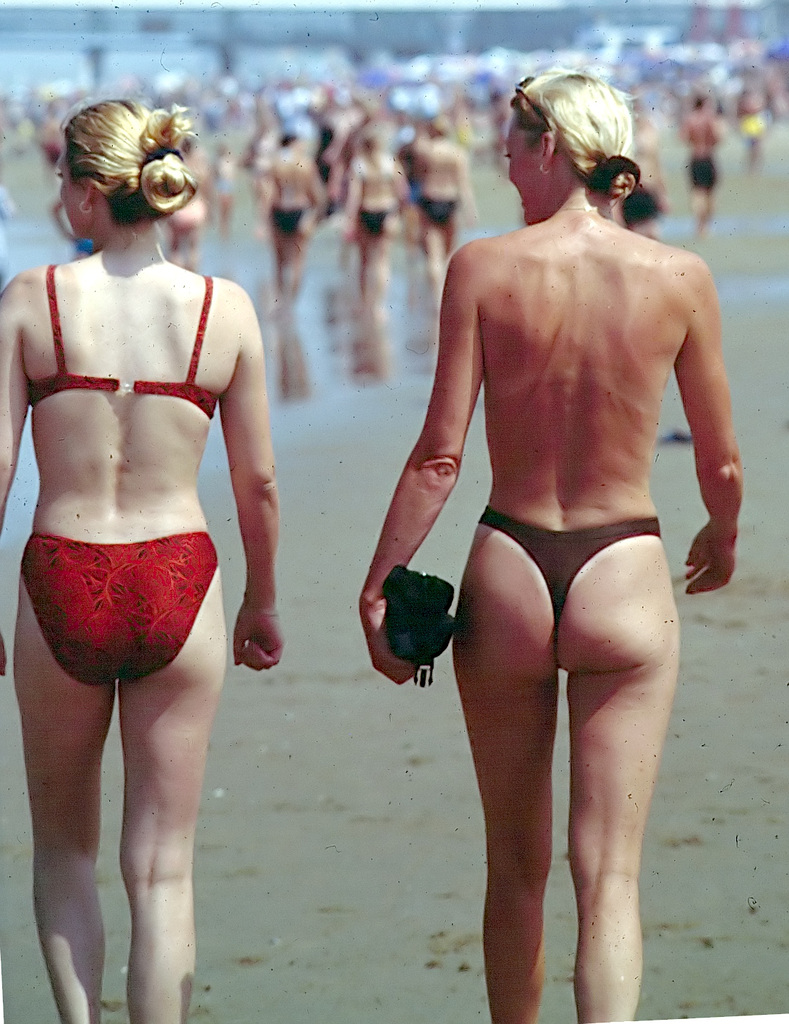
Kvinna i bikini resp. topless, de vid sidan av hel baddräkt vanligaste typerna av badkläder för kvinnor sedan 1950-talet.

Badkläder är de plagg som används vid bad och simmande i hav, sjö eller simbassäng. Ofta används samma typ av kläder även vid solbad eller för andra aktiviteter på badplatser och stränder vid varmt väder.

## Typer av badkläder
I modernt badmode finns följande huvudtyper av badkläder:
- Badbyxor (huvudsakligen för män)
- Baddräkt (numera huvudsakligen för kvinnor)
- Bikini (för kvinnor)
  - Tankini
  - Monokini
  - Topless
- Badrock (plagg som kan användas före och efter själva badet)

## Historia

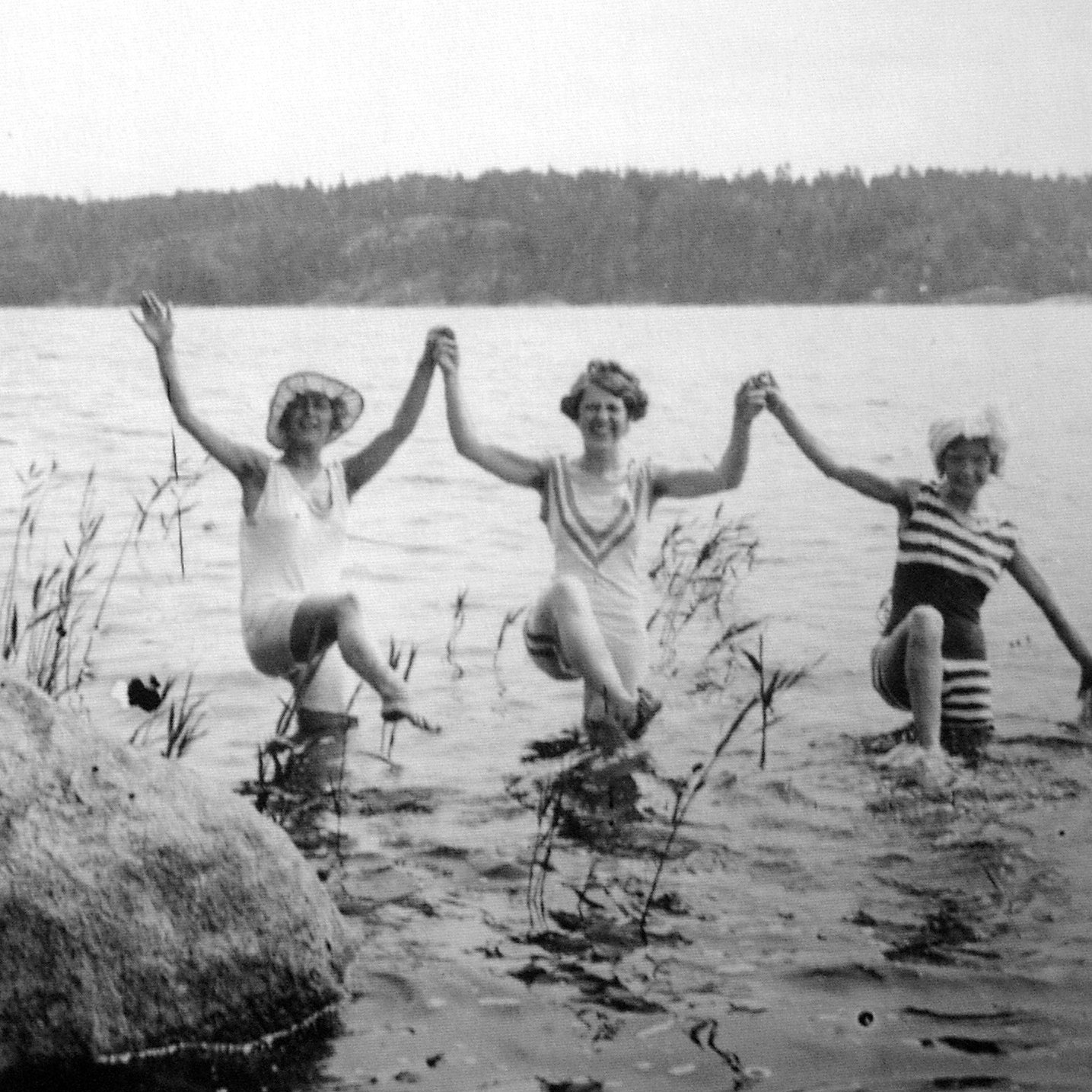
Badliv på Ljusterö, Uppland ca 1910. Nordiska museet

Kvinnors badmode är bättre dokumenterat än mäns.
I äldre tid brukade man bada naken, även utomhus. I det glest befolkade bondesamhället var risken inte stor att man skulle göra någon illa till mods genom att bli sedd naken de få gånger man faktiskt badade. Män badade för sig, kvinnor för sig. Ibland kunde familjer bada tillsammans.
I samband med industrialiseringens tätare samhällsbildningar och 1800-talets moralkrav, uppkom behovet att skyla sig vid bad på allmänna platser. De första badkläderna täckte nästan lika mycket av kroppen, som tidens vardagskläder gjorde. Kvinnornas baddräkter vid mitten av 1800-talet var klänningar av material som inte blev genomskinliga av väta och som hade isydda tyngder för att de inte skulle flyta upp i vattnet. Männens baddräkter var mer kroppsnära, men täckte även armar och ben.
Inte förrän i början av 1900-talet blev badkläderna något mer praktiska att ha på sig, men fortfarande var kvinnornas baddräkter inte alls lämpade för simning, eftersom de mer liknade korta klänningar än våra dagars figurnära baddräkter. Först på 1920-talet blir de mer figurnära och framåt 1930-talet börjar de mer likna moderna baddräkter. Även männen använde sig fortfarande av baddräkter, badbyxorna som lämnade bröstet bart blev vanliga först under 1930-talet.

### Kvinnors badkläder
Efter andra världskriget kom den första tvådelade baddräkten för kvinnor, bikinin. När den kom ansågs den revolutionerande och många ansåg att den var alldeles för utmanande, medan den numera anses vara fullt gångbar på alla badplatser. Kvinnornas baddräkter förändrades också under denna tid, och förlorade de sista antydningarna till ben (även om sådana ibland kortvarigt har återkommit i badmodet). Männens badbyxor fick vid samma tid samma snitt som deras underbyxor, och har i princip behållit det utseendet sedan dess, med förändringar parallellt med underklädesmodet.
För kvinnor har det utvecklats många olika typer av alternativa badkläder sedan 1950-talet, medan männens badbyxor bara varierar i byxlängd och form. Monokinin lanserades 1964 som en baddräkt som lämnade kvinnans bröst bara, men toplessbadandet blev inte populärt förrän på 1970-talet, och då oftast genom att kvinnan bara använde sig av underdelen till en bikini. Toplessmodet på stränder minskade i popularitet efter 1995. Andra baddräktsvarianter som har lanserats är slingbaddräkten och stringbaddräkten. 
Burkini är en typ av badplagg som formgavs av den från Libanon bördiga australiensiskan Aheda Zanetti. Burkinin anses täcka tillräckligt mycket av kroppen för att uppfylla traditionell muslimsk klädkod för bad, samtidigt som den är tillräckligt lätt för att möjliggöra simning. 

### Mäns badkläder
Många män använder sportiga varianter av kortbyxor när de badar, såsom Beckenbauer-shorts, i stället för traditionella badbyxor.
Under 1990-talet lanserade baddräktstillverkare mer heltäckande baddräkter för tävlingssimning, så kallade hajdräkter. Dessa är kroppsnära men täcker ofta såväl armar som ben med material som skall göra det lättare att få grepp i vattnet och således möjliggöra snabbare simning. Materialet efterliknar hajars hud.

## Hygien
Bakterier, svamp och andra mikroorganismer kan växa till snabbt i våta badkläder. Byte till torra badkläder bör ske direkt efter bad.

## Galleri

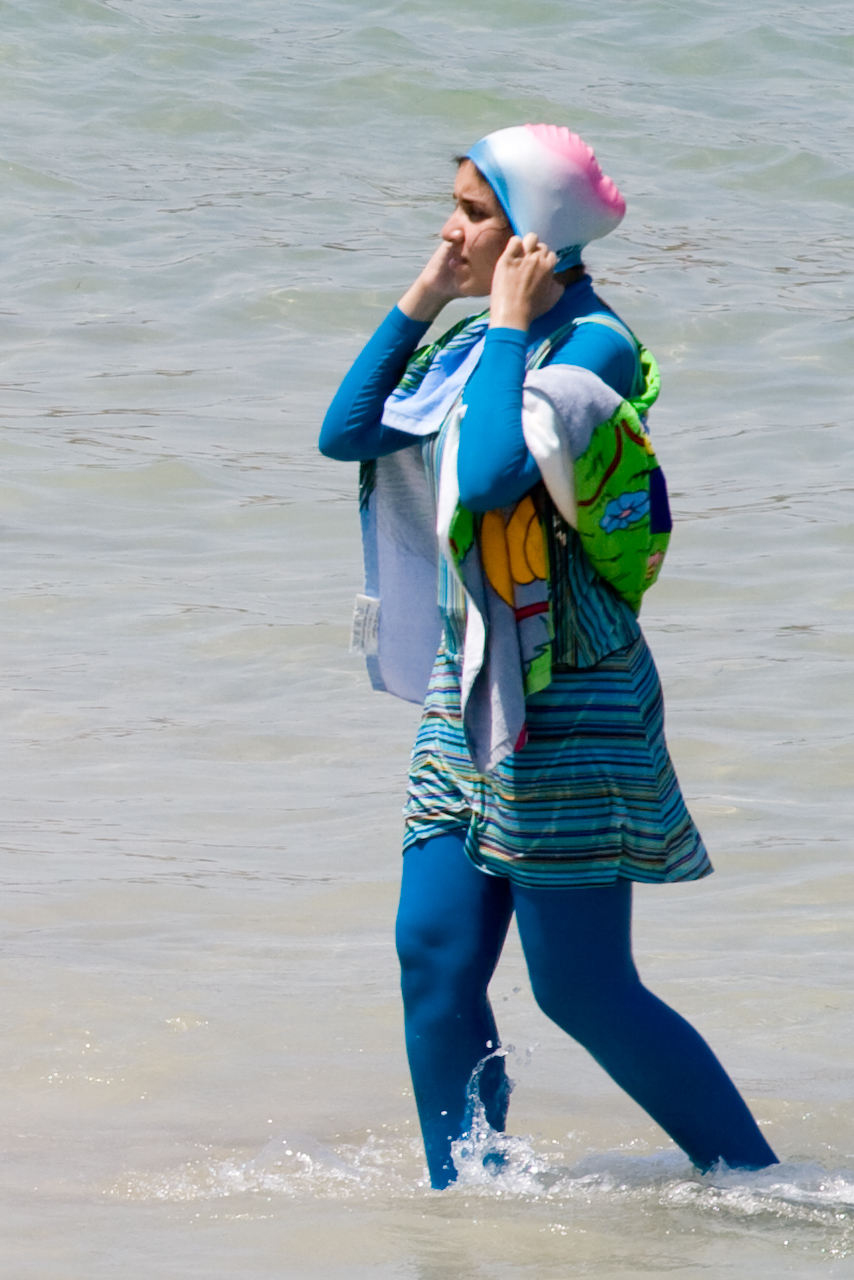
Kvinna iförd burkini.
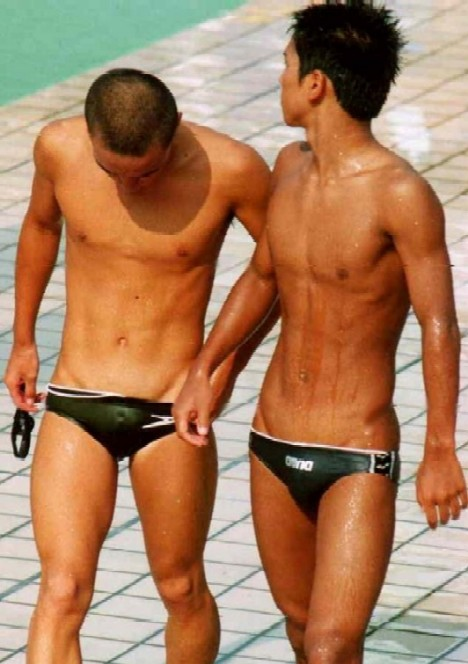
Män i badbyxor, (2012).
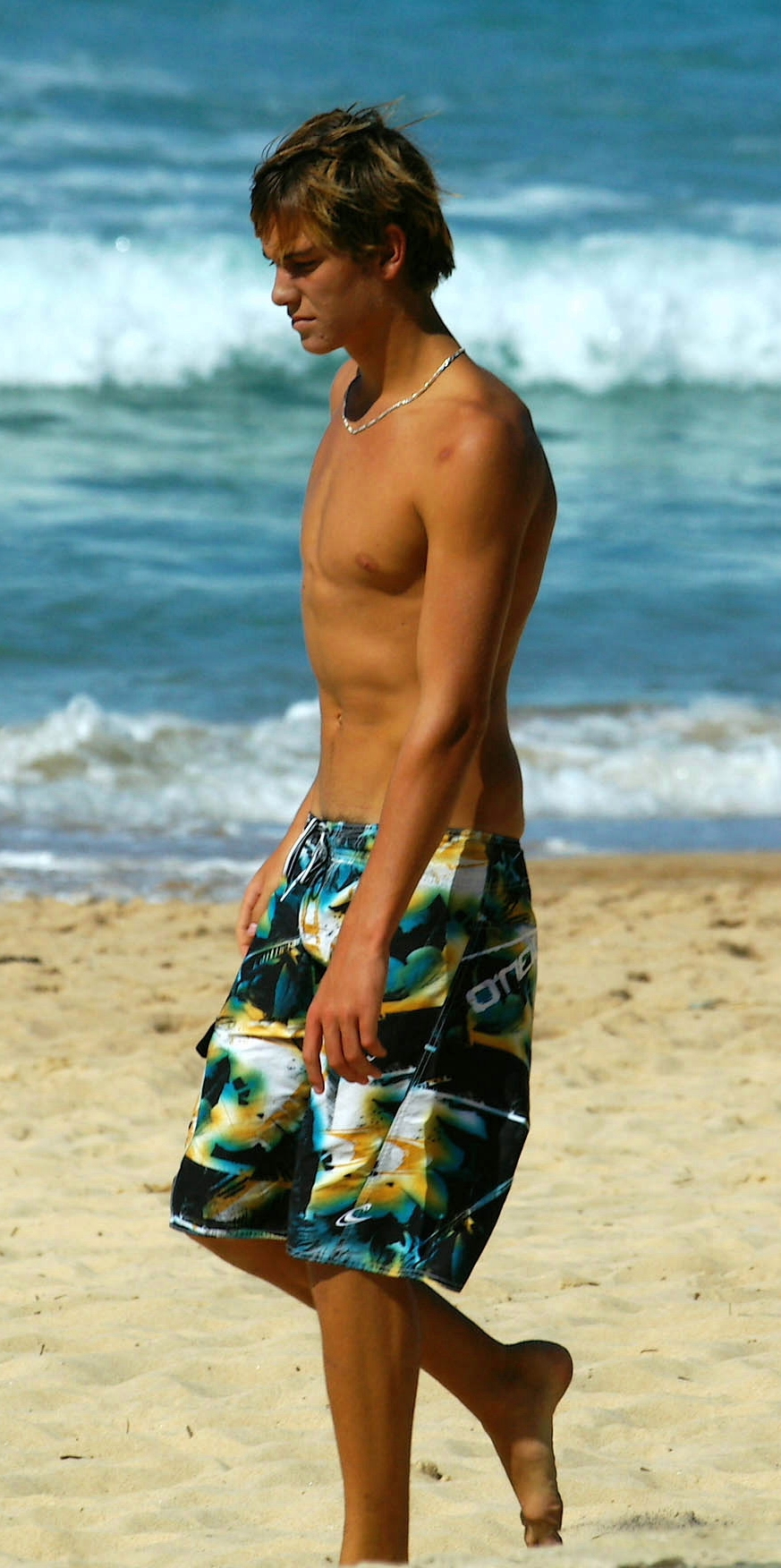
Man i badshorts, närmare bestämt boardshorts, (2007).
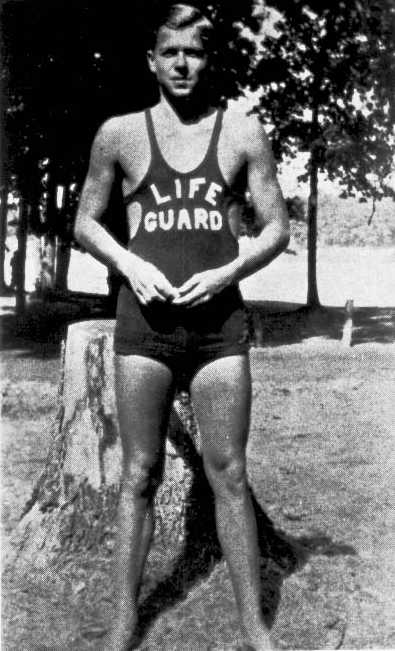
Ronald Reagan i baddräkt, (1927).
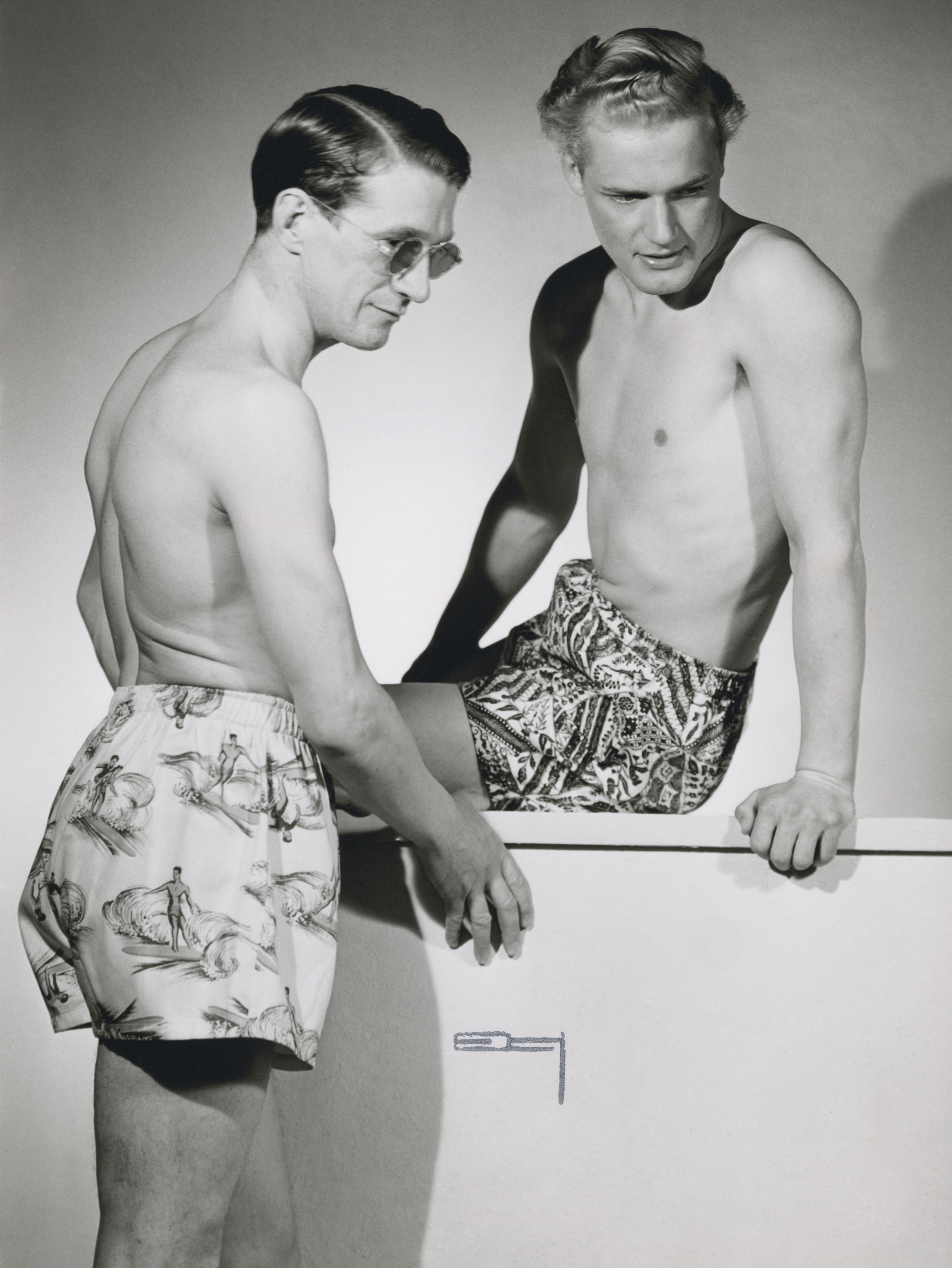
Badbyxor i NKs kollektion 1947
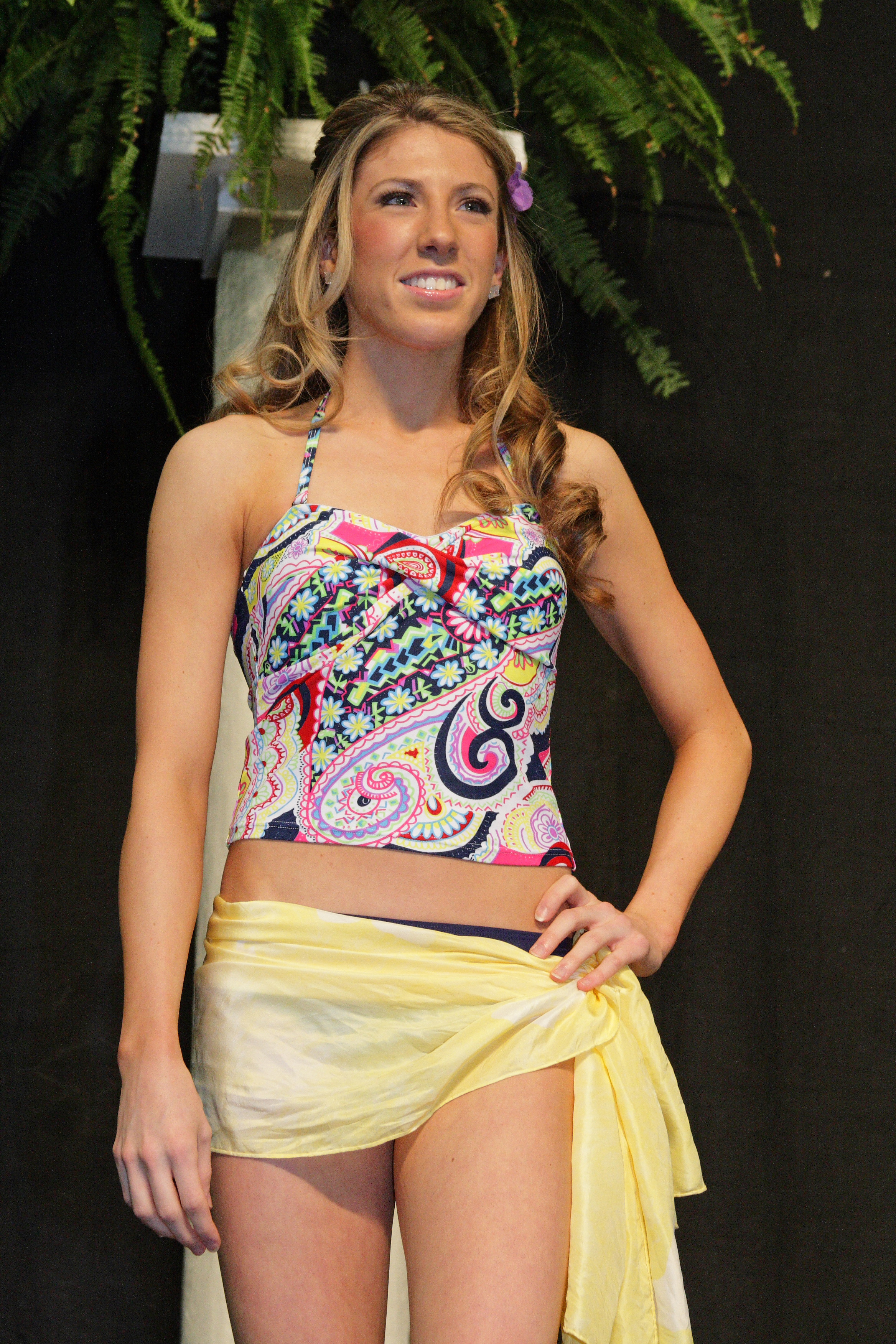
Kvinna i Tankini
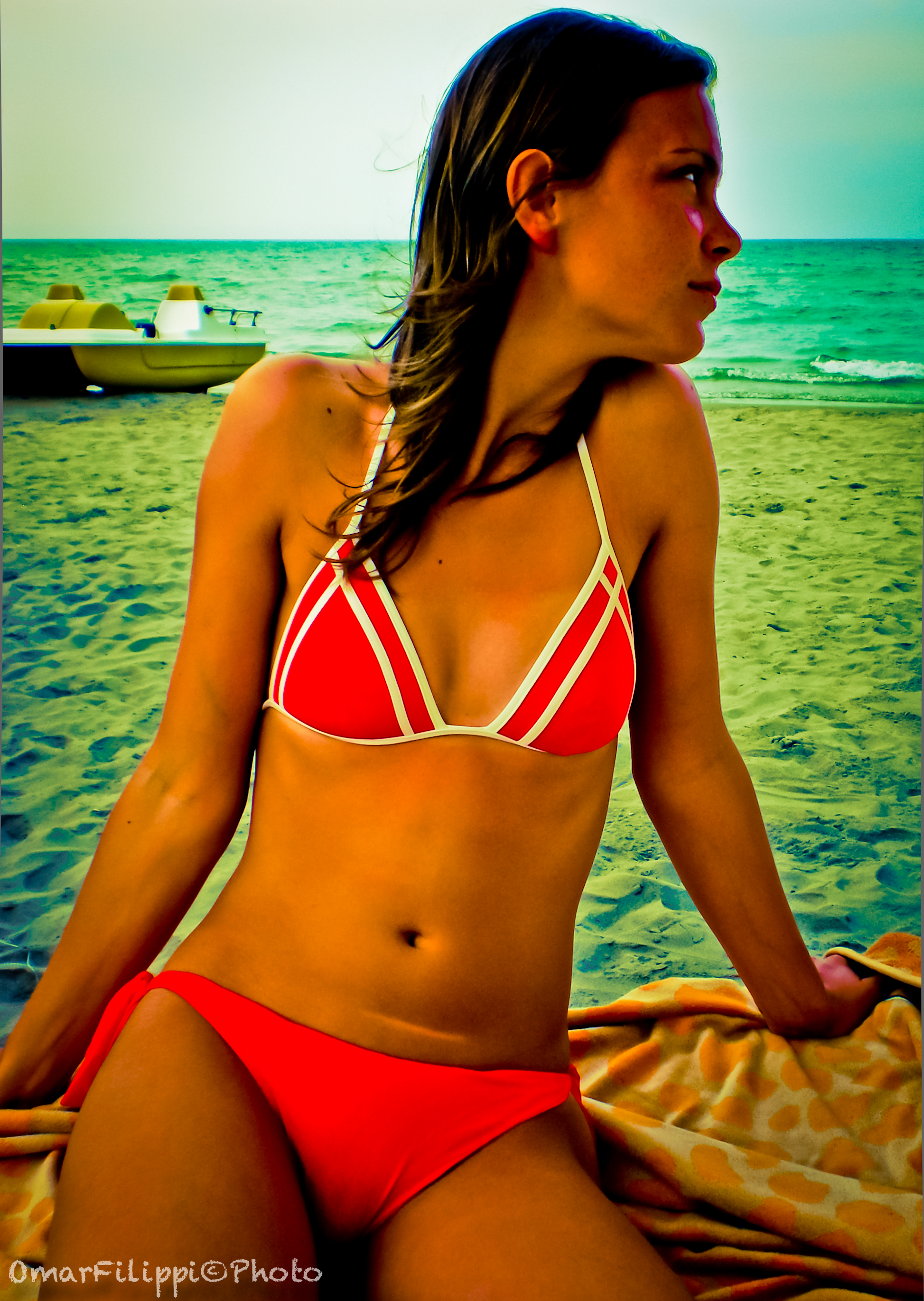
Kvinna i Bikini